# Hypertrophomma opacum
Hypertrophomma opacum là một loài ruồi trong họ Tachinidae.